# Geophilus simoporus
Geophilus simoporus är en mångfotingart som först beskrevs av Chamberlin 1952.  Geophilus simoporus ingår i släktet Geophilus och familjen storjordkrypare.
Artens utbredningsområde är Turkiet. Inga underarter finns listade i Catalogue of Life.